# Faden (Holzeinheit)
Der Faden war ein Maß im Brennholzhandel neben Klafter und Haufen. Die Größe war weit verbreitet mit
- 1 Faden = 6 Fuß in Höhe und Breite und einer Länge von 2 Fuß, sodass es 72 Kubikfuß ergab. Das waren 1,7442 französische Ster.

Zur Unterscheidung wurde dem Maß der Regionsname vorangestellt, da es maßliche Abweichungen gab. Beispiele sind dafür der Mistberger- und der Hamburger Faden:
- 1 Mistberger Faden = 6 ⅔ Fuß Länge, 8 Fuß Höhe mit etwa 41 ½ Pariser Quadratfuß ≈ 1,456 Stere
- 1 Hamburger Faden = 6 ⅔ Fuß Länge und 6 ⅔ Fuß Höhe mit etwa 34 4/7 Pariser Quadratfuß[1]

Im Vergleich 7 Mistberger Faden = 5 Hamburger Faden, oder 5 Mistberger Faden = 6 Faden, allgemein
Größere Posten wurden  mit dem Reep/Reef gerechnet, deren Länge 4 ½  Fuß betrug, also 2,45 Ster. Auch andere Längen, wie 5 oder 6 Fuß, waren üblich. Es ergaben sich dann 1 ½ bis 2 Faden.
In Frankreich nannte man den Faden Corde und sein Grundwert war
- 1 Faden = 8 Fuß lang und 4 hoch und 3 ½ breit = 112 Kubikfuß[5]

In Stettin gab es verschiedene Abmessungen
- 1 Faden = 7 Fuß × 7 Fuß × 3 Fuß = 147 rheinländische Kubikfuß = 1 13⁄36 Klafter (1 Klafter = 108 Kubikfuß)[6]
- 1 Faden = 6 ½ Fuß × 7 Fuß × 3 (3 ½) Fuß = 136 ½ (159 ¼) Kubikfuß ≈ 123 ⅓ (143 ¼) Pariser Kubikfuß[7]

Der mecklenburgische Faden wich ab und seine Grundmaße waren unter Beachtung des Lübecker Fußes
- 1 Faden = 7 oder 8 Fuß lang und hoch, 2 bis 5 Fuß Scheitlänge = 98 bis 245 Kubikfuß ≈ 70,45 bis 176,173 Pariser Kubikfuß

Der russische und der englische Faden für Brennholz waren gleich und die Maße waren
- 1 Faden = 9 Fuß × 8 Fuß × 2 Fuß = 144 Kubikfuß (russisch / engl.) = 144⁄343 Kubik-Saschen (1 Saschen = 7 Fuß) ≈ 0,4198 Kubik-Saschen ≈ 4,0774 Ster (franz.) (1 Ster = 1 Kubikmeter)[9]